# Олександр VII
Олекса́ндр VII (лат. Alexander PP. VII, Фабіо Кіджі, італ. Fabio Chigi; 13 лютого 1599 — 22 травня 1667) — 237-ий папа римський, понтифікат якого тривав з 7 квітня 1655 по 22 травня 1667 року.

## Життя
Фабіо Кіджі був сином банкіра з Сієни. Вивчав філософію та теологію та поступив в розпорядження папи Урбана VIII у 1628 році. У 1635 році став інквізитором на Мальті. У 1639 році папа Урбан VIII робить його папським нунцієм в Кельні. При новому папі Іннокентії X був посланцем у Мюнстері, де проходили переговори до укладення Вестфальського миру. Протестує проти його підписання та встановлення зони впливу протестантів. Іннокентій X відкидає договір у своїй буллі Zelo domus Dei від 20 листопада 1648 року. Іннокентій X у 1651 році призначає Фабіо Кіджі кардиналом та Державним секретарем Ватикану.

## Понтифікат
Конклав обрав його папою 7 квітня 1655 року. Своє ім'я він вибирав за іменем папи Олександра III, який теж походив із Сієни. Стосунки із Францією під час його понтифікату погіршилися, зокрема завдяки нещасному випадку, коли охорона папи вбила декількох людей посла Франції. Луї XIV зайняв частину Папської держави.
Папа був прихильником наук та мистецтва. Державними справами займався кардинал Джуліо Ропільйозі — майбутній папа Климент IX. Якраз при його понтифікаті на площі Собору святого Петра у Римі споруджено прекрасну колонаду — творіння італійського архітектора Лоренцо Берніні.